# Saint-Donan
Saint-Donan (tiếng Breton: Sant-Donan) là một xã của tỉnh Côtes-d’Armor, thuộc vùng Bretagne, tây bắc Pháp.

## Dân số
Người dân ở Saint-Donan được gọi là Donanais.